# Salarias sinuosus
Salarias sinuosus е вид бодлоперка от семейство Blenniidae. Видът не е застрашен от изчезване.

## Разпространение и местообитание
Разпространен е в Австралия, Виетнам, Индонезия, Китай, Малайзия, Мозамбик, Сейшели, Тонга и Япония.
Обитава крайбрежията на океани, морета и рифове. Среща се на дълбочина от 0,2 до 4,6 m, при температура на водата от 26,1 до 29,3 °C и соленост 32,8 – 35,3 ‰.

## Описание
На дължина достигат до 6 cm.
Популацията на вида е стабилна.